# Repartierung
Repartierung (aus lateinisch repartire, „erneut teilen“, französisch répartir „zuteilen“) ist an der Wertpapierbörse die Kürzung der Nachfrage nach Wertpapieren auf die Höhe des zur Verfügung stehenden Angebots.

## Allgemeines
Die Repartierung ähnelt in ihrem Ziel der Rationierung nur beschränkt vorhandener Güter oder Dienstleistungen. Früher wurde jede durch geringere Zuteilung befriedigte Nachfrage als Repartierung bezeichnet. So machte es die angespannte Devisenlage der Reichsbank seit dem 25. Juni 1934 erforderlich, die täglichen Devisenausgaben so einzuschränken, dass sie nicht höher waren als die Deviseneinnahmen des gleichen Tages. Darin war ein teilweiser Transferstopp zu erkennen. Heute ist der Begriff auf Neuemissionen von Aktien und Anleihen beschränkt, wenn es weder einen Greenshoe noch Kurspflege gibt.  

## Wertpapierbörse
Eine Repartierung setzt voraus, dass Nominalwerte oder Stückzahlen von Kauforders {\displaystyle K} diejenigen der Verkaufsorders {\displaystyle V} an einem Handelstag übersteigen:
{\displaystyle K>V}.
Es liegt – je nach Sichtweise – ein Nachfrageüberhang oder eine Angebotslücke vor. Beide können nur zum Ausgleich gebracht werden, wenn die Nachfrage so reduziert wird, dass sie der Höhe des Angebots entspricht. Diese Reduzierung der Nachfrage durch geringere Zuteilung wird Repartierung genannt. Die Repartierung wird durch den Skontroführer vorgenommen, der durch das Orderbuch den Überblick über das Handelsvolumen besitzt. Beträgt die Gesamtnachfrage beispielsweise 400 Stück, das vorhandene Angebot jedoch nur 200 Stück, so wird die Gesamtnachfrage zu 50 % auf 200 Stück repartiert. 
Konzertzeichnungen bewirken bei Emissionen einen Nachfrageüberhang, der nur durch Repartierung zum Ausgleich kommen kann. Sie ist eine Teilzuteilung, bei der die vorhandenen geringeren Verkaufsaufträge auf die höheren Kaufaufträge (Überzeichnung) verteilt wird und umgekehrt. Auf obiges Beispiel angewendet bedeutet dies, dass ein einzelner Wertpapierkauf von 30 Stück nur 15 Stück zugeteilt bekommt, was ein Konzertzeichner möglicherweise als wirklichen Bedarf gehabt hätte.

## Zentralbank
Repartierung wird auch die Zuteilung des Angebots der Zentralbank nach Quoten im Falle einer Übernachfrage genannt. Beim Abschluss von Offenmarktgeschäften übersteigen häufig die Gebote der Geschäftsbanken das von der Bundesbank als bedarfsgerecht bemessene Zuteilungsvolumen. Damit wird eine Repartierung notwendig. Bei einem Mengentender werden von der EZB alle Gebote zu einem einheitlichen Repartierungssatz (englisch average allotment ratio) zugeteilt. Bei einem Zinstender werden allein die Gebote zum marginalen Zuteilungssatz entsprechend repartiert, sämtliche darüber liegenden Gebote hingegen voll zugeteilt.